# Artur Maxhuni
Artur Maxhuni (* 27. Oktober 1972 in Kavaja) ist ein ehemaliger albanischer Fußballspieler.

## Werdegang
In der Saison 1997/98 empfahl sich der Stürmer als Spieler des SV Wehen mit 13 Toren in 33 Regionalliga-Einsätzen für einen Vertrag im Berufsfußball. 1998 wechselte Maxhuni, der in diesem Jahr sein erstes und einziges A-Länderspiel mit der albanischen Nationalmannschaft bestritt, zum FC St. Pauli und stand für die Hamburger während der Saison 1998/99 in elf Begegnungen der 2. Fußball-Bundesliga auf dem Platz. Er gehörte auch zu Beginn des Spieljahres 1999/2000 dem Hamburger Aufgebot an, kam aber unter Trainer Willi Reimann nicht mehr zum Zuge und verließ den Verein im Dezember 1999 mit Ziel SV Darmstadt 98 (Regionalliga Süd).
Nach einer Rückkehr aus Wehen war Maxhuni ab 2002 wieder im Hamburger Amateurfußball beschäftigt. Er spielte beim SC Concordia Hamburg, in der Saison 2002/03 war Maxhuni Spielertrainer beim Hamburger Bezirksligaverein FC Musa 97. Anschließend spielte er beim VfL 93 Hamburg in der Verbandsliga sowie hernach bei weiteren Hamburger Amateurvereinen und zeitweilig erneut in Tirana.